# Robert Klein (Philosoph)
Robert Klein (* 9. September 1918 in Temesvár, Königreich Ungarn; † April 1967 in Florenz) war ein Philosoph und Kunsthistoriker rumänischer Herkunft.

## Leben
Robert Klein entstammte einer vermutlich deutschsprachigen jüdischen Familie in Siebenbürgen. Er studierte zunächst in den Jahren 1936–1937 Medizin in Cluj, dann von 1937 bis 1938 Philosophie an der deutschsprachigen Karl-Ferdinands-Universität Prag. Während des Weltkrieges wurde er als Jude zur Zwangsarbeit verpflichtet, nach der Befreiung kämpfte er als Freiwilliger in Ungarn und der Tschechoslowakei. Nach dem Ende des Krieges konnte er 1947 das Studium der Philosophie an der Universität Bukarest abschließen und ging danach mit einem Stipendium nach Paris. In Frankreich beantragte er politisches Asyl, woraufhin ihm das Stipendium und die rumänische Staatsbürgerschaft entzogen wurden. Klein lebte fortan staatenlos in Paris unter ökonomisch schwierigen Bedingungen. Er arbeitete zeitweise als Sekretär für den Historiker und Humanismusforscher Augustin Renaudet und für den Hispanisten Marcel Bataillon. Während eines Forschungsaufenthaltes in Florenz nahm Robert Klein sich im April 1967 das Leben.

## Werk
Robert Klein ist als einer der großen Renaissanceforscher des 20. Jahrhunderts bezeichnet worden (siehe das Vorwort von Horst Günther, in: Robert Klein, Gestalt und Gedanke, Wagenbach, Berlin 1996). In seinen Studien etwa zur Theorie der Imagination bei Marsilio Ficino und Giordano Bruno, zu Dante und zum Verhältnis von Humanismus und Wissenschaft hat er einen wegweisenden interdisziplinären Ansatz ins Werk gesetzt, wie er ansonsten nur bei Forschern aus dem Warburg-Kreis zu finden ist. Kleins Studien wurden nach seinem Tode von seinem Kollegen André Chastel in einem Sammelband unter dem Titel La forme et intelligible (Paris 1970) herausgegeben. Eine deutsche Auswahlübersetzung erschien 1996 unter dem Titel Gestalt und Gedanke im Wagenbach Verlag Berlin.

## Schriften (Auswahl)
- La forme et intelligible. Écrits sur la Renaissance et l'art moderne, Gallimard, Paris 1970 (mit Schriftenverzeichnis und biographischer Einleitung von André Chastel)
- Gestalt und Gedanke. Zur Kunst und Theorie der Renaissance. Hrsg. und übersetzt von Horst Günther, Wagenbach Verlag, Berlin 1996. ISBN 3-8031-5153-8
- (gemeinsam mit André Chastel): Die Welt des Humanismus: Europa 1480–1530, Übers. von Doris Schmidt u. Justus Müller-Hofstede, Callwey, München 1963.